# São João da Baliza
São João da Baliza is een gemeente in de Braziliaanse deelstaat Roraima. De gemeente telt 6.028 inwoners (schatting 2009).